# Detondes
Detondes (en llatí Daetondas, en grec antic Δαιτώνδας), va ser un escultor grec nascut a Sició que va esculpir l'estàtua de l'atleta d'Elis Teòtim a Olímpia, segons explica Pausànias.
Se sap que Mosquió, el pare de Teòtim va acompanyar Alexandre el Gran a Àsia i, per tant, Detondes devia florir cap al final del segle iv aC i començaments del III aC.